# Cantalupo in Sabina
Cantalupo in Sabina település Olaszországban, Lazio régióban, Rieti megyében. Lakosainak száma 1656 fő (2023. január 1.). Cantalupo in Sabina Casperia, Forano, Poggio Catino, Roccantica, Selci és Torri in Sabina községekkel határos.

## Népesség
A település népességének változása:
| Lakosok száma | 1690 | 1682 | 1656 |
|               | 2017 | 2018 | 2023 |